# Services aux Autochtones Canada
Services aux Autochtones Canada (SAC) (en anglais : Indigenous Services Canada) (nom légal : ministère des Services aux Autochtones) est un ministère du gouvernement du Canada.

## Mandat
Services aux Autochtones Canada a pour mandat d'améliorer l'accès à des services de haute qualité pour les Premières Nations, les Inuit et les Métis ainsi que d'appuyer et d'habiliter les Autochtones afin qu'ils puissent offrir de façon indépendante des services et aborder les différentes conditions socio-économiques au sein de leurs collectivités.

## Historique
Le premier ministre canadien Justin Trudeau annonce le 28 août 2017 la scission du ministère des Affaires autochtones et du Nord (AANC) en deux entités, suivant en cela une recommandation inscrite dans le rapport de la Commission royale sur les peuples autochtones qui proposait la réorganisation des ministères du gouvernement en lien avec les Autochtones du Canada,.
À la suite de la réorganisation effectuée par le gouvernement de Justin Trudeau, deux nouveaux ministères distincts sont créés le 30 novembre 2017:
- Relations Couronne-Autochtones et Affaires du Nord Canada (RCAANC) ;
- Services aux Autochtones Canada (SAC).

Plusieurs décrets en conseil viennent attribuer des responsabilités aux nouvelles entités entre le 30 novembre 2017 et le 15 juillet 2019, date de l'entrée en vigueur de la Loi sur le ministère des Relations Couronne-Autochtones et des Affaires du Nord et de la Loi sur le ministère des Services aux Autochtones.

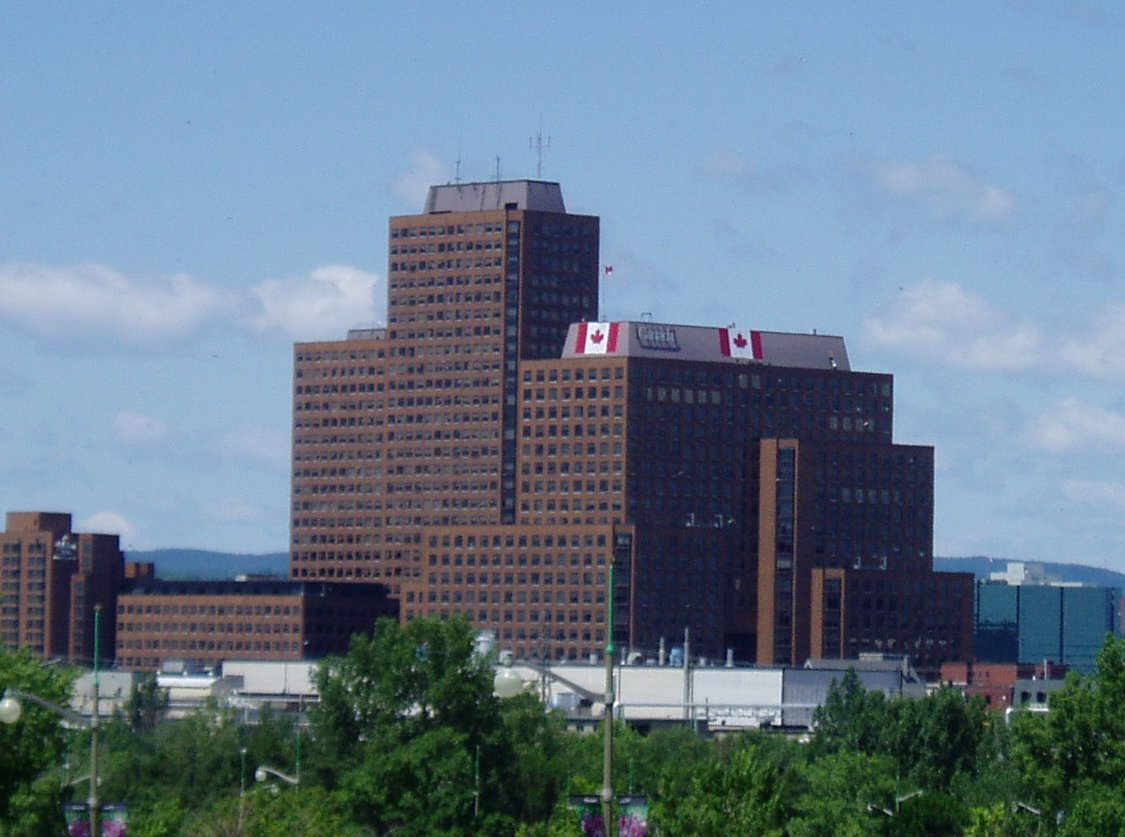
Les Terrasses de la Chaudière, siège du ministère.

De ce fait, la Loi sur le ministère des Affaires indiennes et du Nord canadien est abrogée et le ministère des Affaires indiennes et du Nord canadien (depuis renommé ministère des Affaires autochtones et du Nord) est officiellement dissous en juin 2019.